# Francisco Guillén Robles
Francisco Guillén Robles (Màlaga, 8 d'octubre de 1846 - Granada, 23 de març de 1926) va ser un advocat, escriptor i historiador espanyol.

## Biografia
Procedent d'una família acomodada, va cursar estudis de Dret i Filososfía i Lletres en la Universitat de Granada i en la Universitat Central de Madrid a partir de 1868. Des de 1870 es dedica a l'advocacia al mateix temps que amplia les seves recerques d'història, i en 1873 comença a publicar Historia de Málaga y su provincia, que li valdria l'ingrés en la Reial Acadèmia de la Història i el seu nomenament una mica més tard com a cronista honorífic la ciutat de Màlaga.
El seu treball com a arabista comença a ser conegut amb la publicació de Málaga musulmana en 1880 i per la seva participació en el V Congrés Internacional d'Orientalistes celebrat a Berlín un any més tard. En 1883 s'instal·la a Madrid per treballar a la Biblioteca Nacional, on prepararia la seva obra Leyendas moriscas.